# Nitrosvalová aplikace

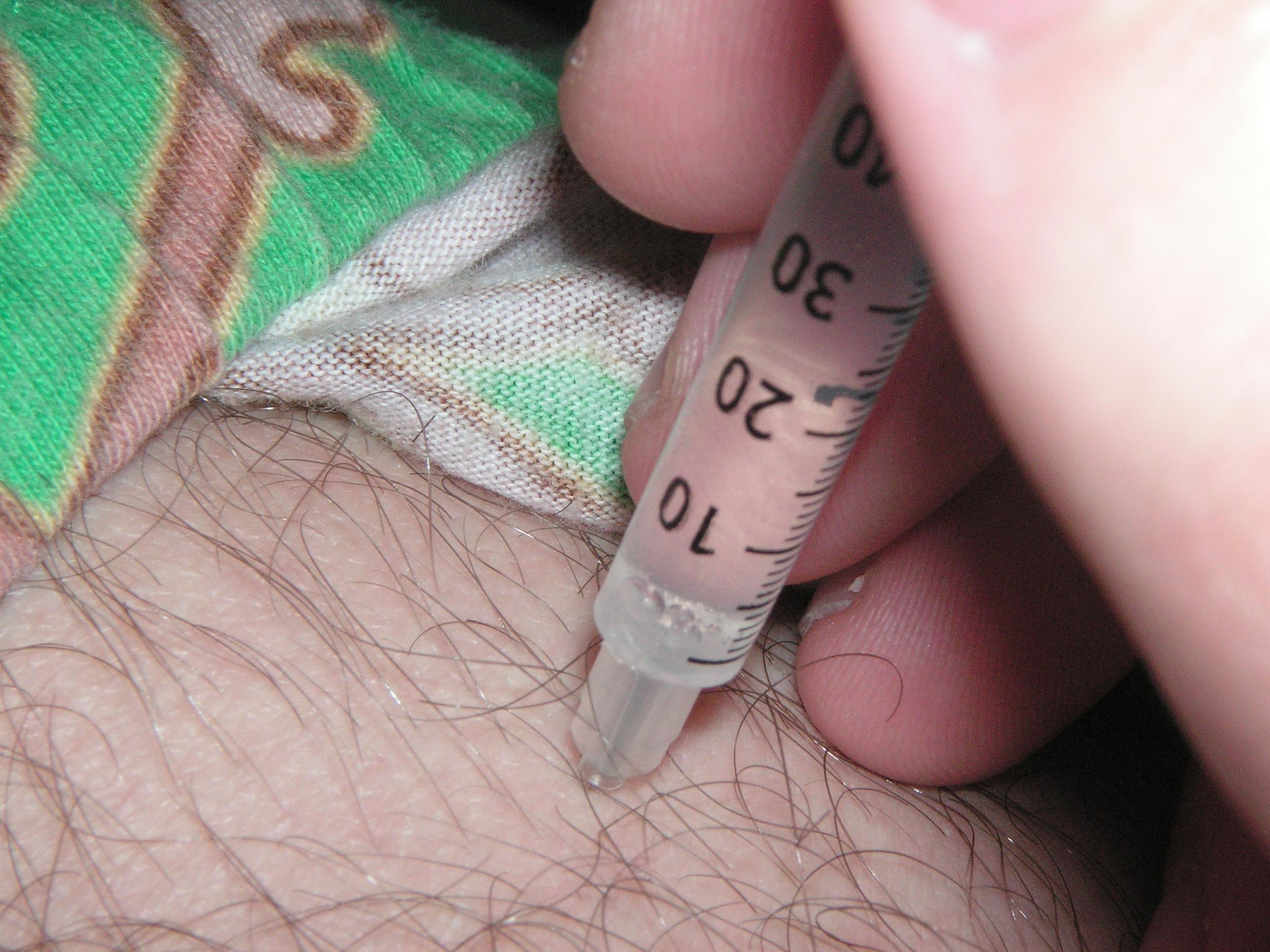
Nitrosvalová injekce do stehna

Nitrosvalová aplikace (nitrosvalová injekce, též intramuskulární aplikace/injekce, i.m.) je injekční aplikace látky – léku, vakcíny apod. – do svalu. Používá se hlavně pro vpravování látek v malém množství. Rychlost vstřebání látky ze svalu závisí na jejích vlastnostech; některé látky se vstřebávají rychle, jiné pozvolna. Klasickým intramuskulárním injekcím trvá se vstřebat 5-10 minut Uvolňování látky tam uložené je pak dlouhodobé. Nitrosvalové injekce se často aplikují do svalu deltového, do stehenních a hýžďových svalů.

## Komplikace a kontraindikace
Při aplikaci do hýžďových svalů se injekce provádí do horního vnějšího kvadrantu hýždě, aby nedošlo k poškození sedacího nervu. Při častých nebo chybně prováděných injekcích se jako komplikace může objevit injekční fibróza.
Trombocytopenie (nízký počet krevních destiček) a koagulopatie (krvácivost) jsou kontraindikací pro nitrosvalové injekce, protože mohou způsobovat hematomy.
Pokud se injekcí zavlečou do tkáně patogeny (při porušení zásad asepse), může se vytvořit infekční ložisko (absces).

## Použití
Nitrosvalově se aplikují například tato léčiva:
- kodein
- morfin
- streptomycin
- diazepam
- prednison
- penicilin
- pohlavní hormony, například testosteron nebo estradiol-valerát
- dimerkaprol
- ketamin
- naloxon
- chinin ve formě glukonátu
- vitamin B12 (kyanokobalamin)

Nitrosvalová aplikace se používá také pro některé vakcíny:
- hepatitida A
- vzteklina
- tetanus
- chřipka - vakcíny založené na inaktivovaných virech (probíhají však výzkumy, zda jde o vhodnou cestu podání)
- covid-19

Do svalu se podává také například plazma obohacená o krevní destičky.
Při zneužívání návykových látek (drog jako např. ketaminu) se používají injekce do svalů.
Studie ukázala, že v závislosti na tloušťce tukového polštáře nad deltovým svalem nemusí 16mm jehla dostačovat pro všechny příjemce injekce.